# 창포초등학교
창포초등학교는 대한민국 경상북도 포항시 북구에 있는 초등학교다.

## 학교 연혁
- 1994. 08. 01. 창포초등학교 설립인가
- 1996. 09. 01. 창포초등학교로 개교(30학급)
- 1996. 09. 01. 초대 김기창 교장 부임
- 2000. 11. 07. 경상북도교육청지정 기초·기본학력 시범학교 운영보고회
- 2003. 03. 01. 경상북도교육청 행정정보시스템 시범학교(1년)
- 2004. 03. 01. 경상북도교육청 정보장 시범학교 지정(2년간)
- 2013. 09. 01. 제11대 백상준 교장 부임
- 2015. 02. 16. 제19회 졸업식(남 39, 여 40 계: 79명)
- 2015. 03. 01. 15학급 편성(병설유치원 4학급)
- 2015. 03. 01. 경상북도교육청 국악영재학급 운영(2003년 지정)
- 2015. 03. 01. 교육과학기술부 지원 국앙 학생오케스트라 운영(2012년 지정)